# Шарлотенбуршка капија
Шарлотенбуршка капија је архитектонски споменик у Улици 17. јуна у берлинском округу Шарлотенбург. Изграђена је у необарокном стилу током 1907–1908, а растављена је када се градска оса исток-запад проширила у периоду 1937-1938. Архитектонски ансамбл, који се састоји од монументалних колонада, канделабра и групе фигура, представља контраст Бранденбуршкој капији. 
Током 2004-2007 обновљене су колонаде са сачуваним ликовима краља Фридриха Првог и краљице Софије Шарлоте Хановерске, а током 2007-2010 обновљени су уништени канделабри. Још увек нису обновљене фигуре коња и јелена. 